# Fredrik Henrik af Chapman

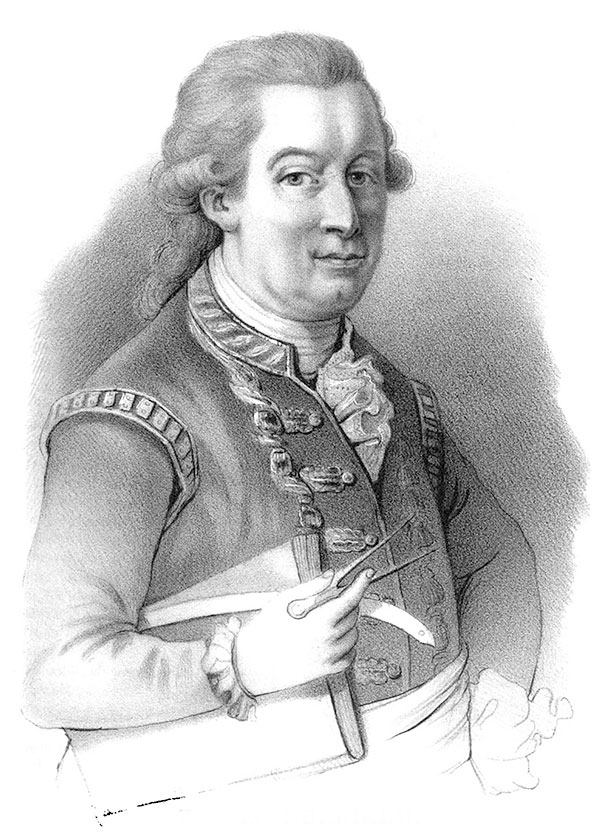
Fredrik Henrik af Chapman

Fredrik Henrik af Chapman (Göteborg, 9 september 1721 - 19 augustus 1808) was een Zweedse scheepsontwerper, die in 1791 tot viceadmiraal werd gepromoveerd. Tussen 1782 en 1793 had hij de leiding over de scheepswerf in Karlskrona. Zijn vader was Thomas Chapman, een Engelse marine-officier die in 1715 naar Zweden verhuisde. Chapman werd 1772 verheven in de adelstand. Hij was de eerste die schepen bouwde op wetenschappelijke basis.

## Leven
Op vijftienjarige leeftijd verhuisde Chapman naar Stockholm om scheepsbouw te studeren. In 1741 werd hij gearresteerd toen hij in Engeland een scheepswerf bezocht. Bij zijn vrijlating werd hem een Engels dienstverband aangeboden, wat hij weigerde. In 1744 richtte hij met een compagnon een scheepswerf op in Göteborg. Hij kwam tot de conclusie dat de problemen die hij tegenkwam in het ontwerpen van schepen, vooral op het gebied van stabiliteit, opgelost konden worden met behulp van wiskundige en natuurkundige theorieën. In 1750 studeerde hij daarom bij Thomas Simpson in Londen. De regel van Simpson, een benaderingsformule om de  numerieke waarde van een integraal te berekenen, werd later via Chapman een zeer belangrijk onderdeel van de scheepsbouw, waarmee de waterverplaatsing en het drukkingspunt van een schip voor het eerst nauwkeurig uitgerekend konden worden. 

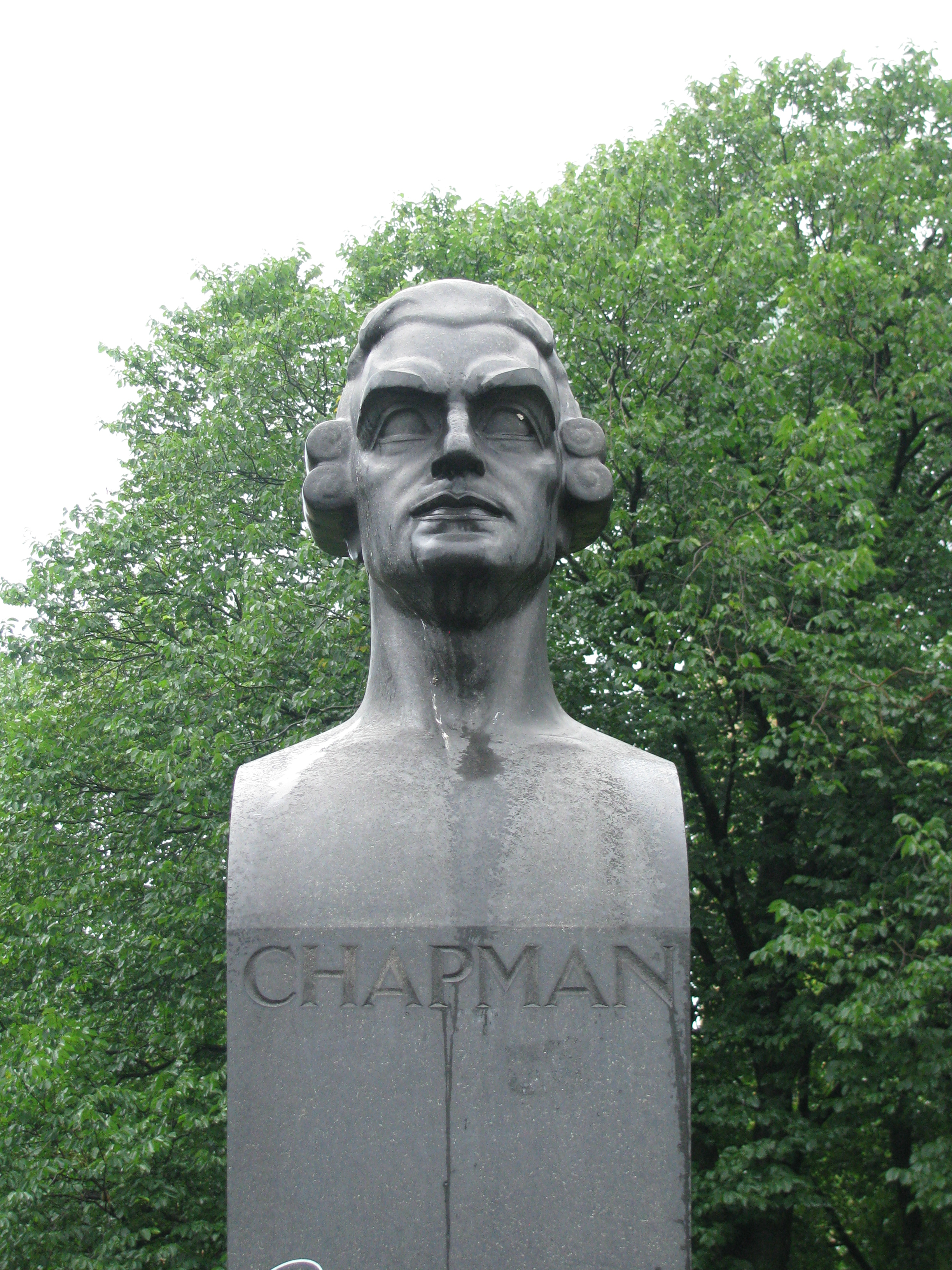
Chapman voor het Maritieme Museum Göteborg

In Frankrijk kwam hij in aanraking met het werk van Pierre Bouguer, die het metacentrum had geïntroduceerd, en Leonhard Euler, die het oppervlaktetraagheidsmoment van de waterlijn had berekend, de drie evenwichtsvoorwaarden voor drijvende lichamen had opgesteld en het moment van de in- en uittredende wiggen had bepaald. Hij was de eerste die deze nieuwe theoretische kennis in de praktijk bracht. Zijn ontwerpen golden als de beste van die tijd.
In 1757 werd hij aangesteld als scheepsbouwer bij de Zweedse marine en kreeg opdracht om een aantal schepen met geringe diepgang te ontwerpen voor de Finse archipel, de Ålandseilanden. In 1764 werd hij aangesteld als hoofd scheepsbouw. In 1768 kwam zijn boek Architectura Navalis Mercatoria uit, waarin al gesproken wordt over modeltesten in een bassin en wat al lijnenplannen bevat. Hij testte zijn theorieën met modellen in een bassin.
Vanwege de voortdurende oorlogsdreiging van Rusland bouwde hij in de jaren tussen 1782 en 1785 wel twintig oorlogsschepen, waarbij hij gebruik maakte van systeembouw, waardoor de bouwtijd terugliep van enkele jaren tot 51 dagen. Hierbij werd wel gebruikgemaakt van kinderarbeid en strafarbeiders.

## Publicaties
- Architectura Navalis Mercatoria, 1768, Stockholm
- Tractat om Skepps-Byggeriet, 1775